# Hermann Theobald Petschke
Hermann Theobald Petschke   (Bautzen, 21 de març de 1806 - Leipzig, 28 de gener de 1888) va ser un advocat i compositor alemany.
Fou conseller àulic i residí a Leipzig. La seva afició a la música el portà a formar part de la direcció dels concerts del "Gewanhaus".
Se li deuen diverses obres per a veus d'homes, molt apreciades.